# 미래전파공학연구소

## 설립
- 미래전파공학연구소는 2010년 3월 10일 설립된 전파 분야의 순수 민간연구소이다.
- 미래전파공학연구소 - 공식 웹사이트

## 업무
- 전파를 포함한 다양한 ICT 분야의 연구용역과 컨설팅 및 지식서비스를 제공하고 있다.

## 주요 사업
- 데이터센터 전자파 시뮬레이션 예측, 전자파 측정, 저감대책 컨설팅, 주민설명회
- 정부, 공공기관과 기업체에서 요구하는 ICT 정책 및 전략 수립 연구
- 해상 및 육상 풍력 발전 전파간섭 분석
- 전파 측정 시스템 구축
- 환경영향평가 전파장해 예측 및 측정 평가]
- 데이터센터 전자파 환경영향 평가 및 저감대책 수립
- 재난안전통신망 표준운영절차(SOP) 개발
- 재난안전대비 평가, 훈련 가이드 개발
- 뉴미디어방송 정책 및 시장 연구
- ICT시장조사
- 전자파 인체영향 및 전자파 환경(EMF/EMC) 분야 연구
- 스펙트럼 간섭 분석(RFI) 엔지니어링 및 컨설팅
- 국내외 ICT 표준화 연구
- 미래 ICT 기술(AI, 빅데이터) 서비스 및 연구 개발

## 위치
- 본사는 서울특별시 종로구에 위치하고 있다.
- 나주 센터는 전라남도 나주 혁신도시에 위치하고 있다.
- 대전에 Pack EM Lab을 운영하고 있다.